# Basel Badischer Bahnhof
Basel Badischer Bahnhof er en jernbanestation i byen Basel i Schweiz. Stationen ligger ved grænsen til Tyskland, og i, som bruges som endestation for tog til og fra Tyskland. Stationen er bygget i 1863 og er ejet af Schweizerische Bundesbahnen (SBB).

## Forbindelser
SBB opererer togene til andre stationer i Schweiz. Der er forbindelse til flere tyske byer med Deutsche Bahn ICE.
Stationen er station for et nattog til Moskva og en City Night Line linje fra København. Derudover er der direkte forbindelse med andre nattog til Amsterdam og Berlin.
Stationen hvor der er mange forbindelser med sporvogne.